# فيليبي ارجيل
فيليبي ارجيل (بالإسبانية: Felipe Argel)‏ هو مدرب كرة قدم ولاعب كرة قدم تشيلي في مركز الهجوم، ولد في 18 أبريل 1990 في بويرتو فاراس في تشيلي. لعب مع بويرتو مونت ‏.

## وصلات خارجية
- فيليبي ارجيل على موقع Soccerway.com (الإنجليزية)